# Brancaccio-Conte Federico
Brancaccio-Conte Federico è l'ottava unità di primo livello di Palermo.
È situata nella zona meridionale della città; fa parte della II Circoscrizione.
L'area si trova a cavallo tra la zona industriale e residenziale Brancaccio e l'abitato di Conte Federico, che si estende lungo l'omonima via. La strada di Conte Federico conduce alle campagne in direzione della frazione di Ciaculli. Parallelamente alla via dove si estende l'abitato, si prolungano i binari del deposito ferroviario di Palermo. Nelle vicinanze vi è la Stazione di Palermo Brancaccio. Nella zona si trovano, adiacenti alla principale strada, numerosi agrumeti dove si coltiva il mandarino.